# 貝卡省
貝卡省（阿拉伯语：‎）是黎巴嫩東北部的一個省份，因位於黎巴嫩山脈和東黎巴嫩山脈之間的貝卡谷地而得名。面積4,160.9平方公里，1997年人口539,448人。首府扎赫勒。下分5區。该省与叙利亚接壤。